# 板浦镇
板浦镇，是中华人民共和国江苏省连云港市海州区下辖的一个乡镇级行政单位。

## 行政区划
板浦镇下辖以下地区：
德芳社区、南门社区、新民社区、北门社区、中正社区、尤庄村、菜园村、石河村、东北村、城北村、罗圩村、官庙村、永平村、小浦村、浦东村、大团村、东辛村、沙沪村、泗河村、周圩村和洪花堰村。